# 産婦人科学
産婦人科学（さんふじんかがく、英語：obstetrics and gynaecology）は、婦人科学と産科学の医学分野2つを指す用語である。
婦人科学における女性特有の疾患や女性器腫瘍、産科学における妊娠・出産を中心に診療・研究する。

## 分類
- 産婦人科とは、以下の二つの医療分野の統合名称である。
  - 産科学（obstetrics）
  - 婦人科学（gynaecology）

## 歴史
元々帝王切開や女性器の疾患を扱う領域として、旧来より欧米では外科学の領域から発展してきた。日本では産科学の分野は産婆（助産師）がほとんど行っていたため、分娩監視装置が発明されるまで独立した領域として確立せず「産婦人科学」というように婦人科学と共に存在してきた経緯がある。
現在では、産科学・婦人科学は独立した学問分野として確立している。詳細についてはそれぞれの項目を参照のこと。